# Alan H. Savitzky
Alan Howard „Al“ Savitzky (* 23. Juni 1950 in Danbury, Connecticut) ist ein US-amerikanischer Herpetologe und Hochschullehrer. Sein Forschungsschwerpunkt sind die Schlangen.

## Leben
Savitzky erwarb 1972 den Bachelor of Arts in Biologie an der University of Colorado. 1974 graduierte er an der University of Kansas zum Master of Arts und 1979 wurde er mit der Dissertation The origin of the New World proteroglyphous snakes and its bearing on the study of venom delivery systems in snakes an derselben Universität zum Ph.D. in Biologie promoviert.
Savitzky verbrachte von 1976 bis 1978 als Prädoktorand bei der Smithsonian Institution und setzte seine Dissertationsforschung in der Abteilung für Amphibien und Reptilien des National Museum of Natural History fort. Nach seiner Promotion dozierte er von 1979 bis 1982 an der Cornell University. Von Juli bis Oktober 2003 hatte er eine Gastprofessur am Museum der Universität Kyōto in Japan. Von 2008 bis 2010 arbeitete er als Programmdirektor in der Abteilung für biologische Infrastruktur (Human Resource Cluster) der National Science Foundation.
2008 wurde er zum Professor für Biowissenschaften an der Old Dominion University in Norfolk, Virginia, ernannt, wo er seit 1982 an der Fakultät tätig war. Im Juli 2011 wechselte er als Abteilungsleiter und Professor für Biologie an die Utah State University.
Savitzky war Mitglied in den Vorständen mehrerer nationaler und internationaler Fachgesellschaften und er war Präsident der Society for the Study of Amphibians and Reptiles und der American Society of Ichthyologists and Herpetologists. Gegenwärtig ist er Schatzmeister des Weltkongresses für Herpetologie und gehört dem Verwaltungsrat des American Institute for Biological Sciences an.
Savitzky befasste sich während seines Studiums mit vergleichender Morphologie und morphologischer Systematik, wobei er sich vor allem auf die Ernährungsmorphologie und Evolution von Nattern (Colubridae) konzentrierte. Später beschäftigte er sich mit der embryonalen Entwicklung von Schlangen sowie mit der Erhaltungsbiologie der gefährdeten Wald-Klapperschlange (Crotalus horridus) und setzte seine Studien zur vergleichenden Morphologie fort. 2007 war er Mitarbeiter bei einer breit angelegten Gemeinschaftsstudie zur Untersuchung der chemischen Abwehr bei der asiatischen Tigernatter (Rhabdophis tigrinus), die Steroidgifte von Kröten absondert, die sie als Beutetiere verzehrt, und diese Gifte zur eigenen Verteidigung einsetzt.
In Zusammenarbeit mit Hobart Muir Smith beschrieb Savitzky die Schlangenart Tantilla briggsi (1971) und die Stachelleguanart Sceloporus adleri (1974).